# Sageraea
Sageraea es un género de plantas fanerógamas  perteneciente a la familia de las anonáceas nativas del sur y sudeste de Asia.

## Taxonomía
El género fue descrito por Nicol Alexander Dalzell y publicado en Hooker's Journal of Botany and Kew Garden Miscellany 3: 207. 1851.  La especie tipo es: Sageraea laurina
Se conocen 16 especies:
- Sageraea bracteolata
- Sageraea cauliflora
- Sageraea dalzellii
- Sageraea elliptica
- Sageraea glabra
- Sageraea grandiflora
- Sageraea hookeri
- Sageraea lanceolata
- Sageraea laurifolia
- Sageraea laurina
- Sageraea listeri
- Sageraea nitida
- Sageraea reticulata
- Sageraea sarawakensis
- Sageraea thwaitesii
- Sageraea zeylanica